# Bismarcksäule (Pariner Berg)
Die Bismarcksäule auf dem Pariner Berg in Bad Schwartau im Ortsteil Groß Parin im Kreis Ostholstein in Schleswig-Holstein ist eines der zahlreichen zu Ehren von Otto von Bismarck errichteten Denkmäler, oft auch unter dem Namen „Bismarckturm“.

## Gebäude
Der quadratische, im Wesentlichen aus am Ort gefundenen behauenen Feldsteinen gemauerte Aussichtsturm ist 12,82 m hoch, hat eine Grundfläche von 5 × 5 m und steht auf einer Terrasse von 15 × 15 m. Er verjüngt sich nach oben.
An seiner Spitze springt eine Aussichtsplattform vor; ursprünglich befand sich dort auch eine Feuerschale.
Über dem Eingang ist das Bismarcksche Wappen, neben dem Eingang der Tag der Grundsteinlegung in Stein gemeißelt.
Im Innern des Turmes befindet sich eine 38-stufige Wendeltreppe, über die eine Aussichtsplattform erreichbar ist, die einen Ausblick auf die Umgebung bis Lübeck, Neustadt, die Lübecker Bucht (Ostsee), den Hemmelsdorfer See und die Hügellandschaft der Holsteinischen Schweiz gewährt.
Der Turm ist ganzjährig geöffnet. Der Zutritt ist kostenfrei.

## Geschichte

Die Bismarcksäule auf dem Pariner Berg (1910), mit der Feuerschale

Vor dem Bau der Bismarcksäule befand sich an derselben Stelle ein 1889 errichteter Aussichtsturm. Am 14. April 1900 wurde der „Verein zur Errichtung einer Bismarcksäule auf dem Pariner Berg“ gegründet und der Ort der Errichtung ausgewählt. Das Grundstück, Feldsteine und einen Betrag von 1000 Mark spendete der Wirt der Gaststätte auf dem Pariner Berg. Die sonstigen benötigten Gelder für den Turmbau (Gesamtkosten 11000 Mark) wurden durch Spenden gedeckt. Die Pläne für die Bismarcksäule stammten von dem Architekten Eduard Gildemeister. Am 30. Juli 1901, dem dritten Todestag von Otto von Bismarck, wurde der Grundstein gelegt. Am 28. September 1902 wurde der fertiggestellte Turm eingeweiht.
Im Zweiten Weltkrieg diente der Turm als Flakstellung. 1945 wurde der Turm von freigelassenen ehemaligen französischen Kriegsgefangenen aus dem Zwangsarbeiterlager Pariner Berg beschädigt. 1958 wurde der Turm wegen Baufälligkeit gesperrt.
1960 ging der Turm in den Besitz der Stadt Bad Schwartau über, die ihn renovieren ließ und im Jahre 1972 wieder zugänglich machte. 1980 wurde der Turm unter Denkmalschutz gestellt. 2018 wurde die Säule aufgrund von Sicherheitsbedenken gesperrt, die Wiedereröffnung war für 2020 geplant. Seit dem 22. August 2021 ist die Bismarcksäule wieder für die Öffentlichkeit zugänglich.

Foto von der Grundsteinlegung der Bismarcksäule auf dem Pariner Berg am 30. Juli 1901 (zu erkennen sind der vorherige Aussichtsturm (im Hintergrund); eine Büste Otto von Bismarcks und davor der (heute in der Säule eingemauerte) Grundstein)
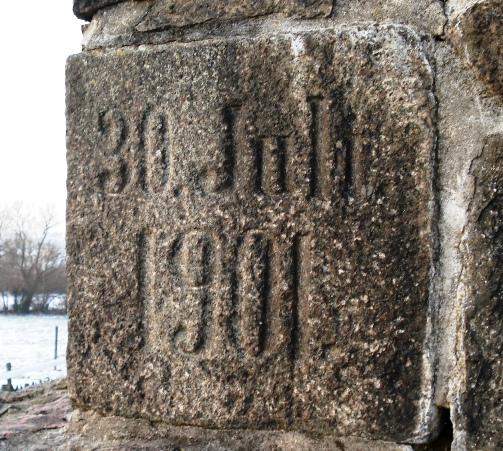
Der Grundstein mit dem Datum „30. Juli 1901“
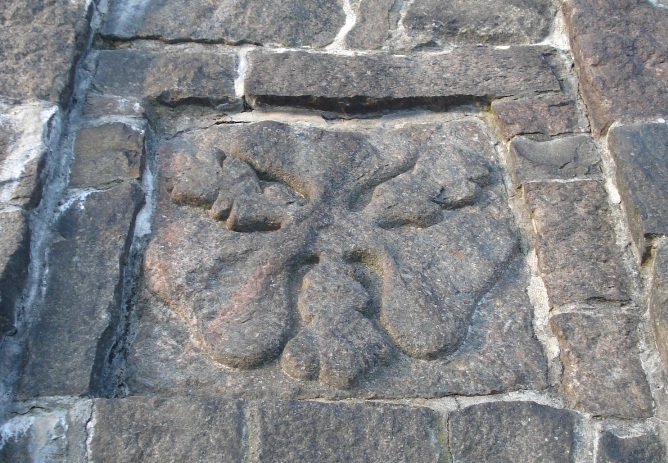
Das Relief über dem Eingang mit dem Bismarck’schen Wappen
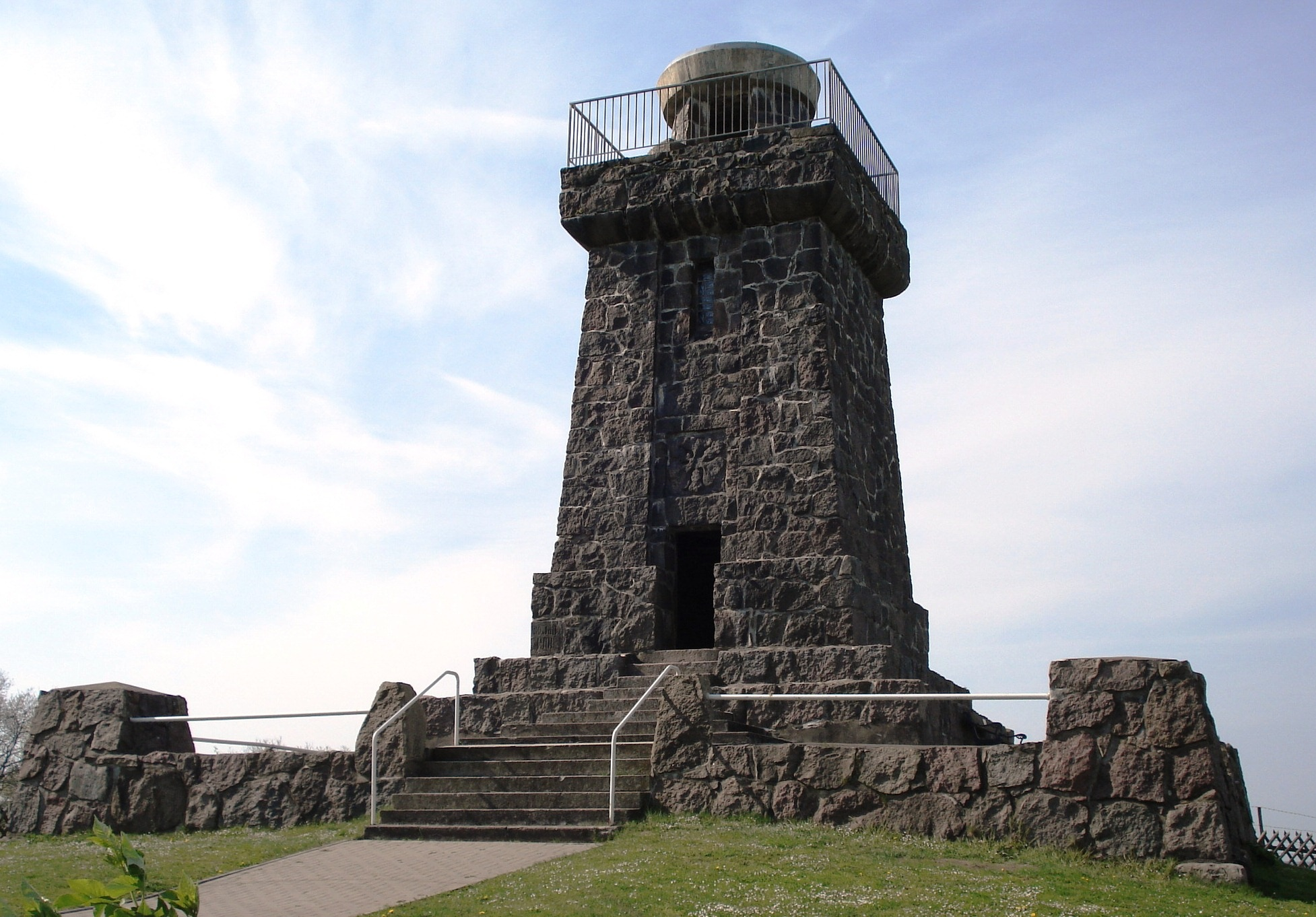
Die Bismarcksäule auf dem Pariner Berg (seitliche Ansicht)
Der Aussichtsturm, der vor der Errichtung der Bismarcksäule bestand

## Literatur

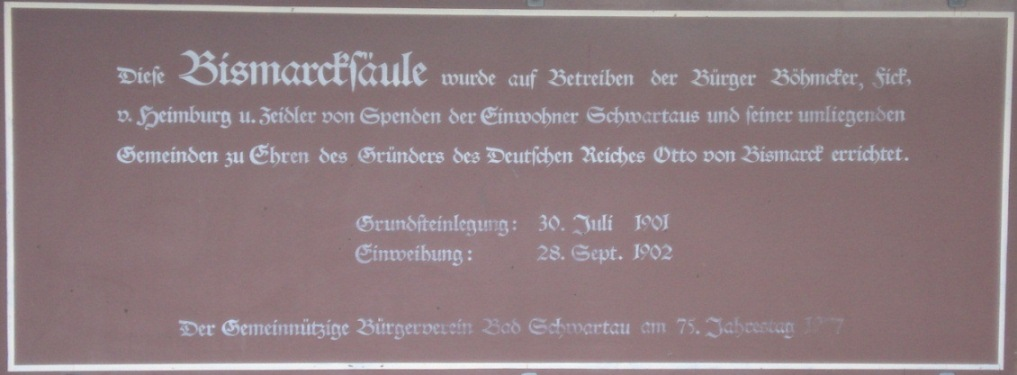
Informationstafel an der Bismarcksäule auf dem Pariner Berg – mit den wichtigsten Daten zur Errichtung